# Данковка
Да́нковка (рос. Данковка) — присілок у складі Яйського округу Кемеровської області, Росія.

## Населення
Населення — 270 осіб (2010; 360 у 2002).
Національний склад (станом на 2002 рік):
- росіяни — 91 %